# Pterois antennata
Pterois antennata è un pesce d'acqua salata appartenente alla famiglia Scorpaenidae.

## Distribuzione e habitat
Questa specie è diffusa nelle barriere coralline di golfi, baie e atolli dell'Indo-Pacifico, dalle coste africane orientali, alle Marchesi, al Giappone e all'Australia settentrionale.

## Descrizione
A differenza delle altre specie del genere Pterois, questa specie ha un muso meno appuntito. La testa è relativamente piccola con alcune escrescenze carnose ai lati della bocca. Segno distintivo è il paio di lunghe escrescenze simili ad antenne al di sopra degli occhi sporgenti. Profilo dorsale piuttosto arcuato, ventre meno pronunciato. Il corpo si restringe verso il peduncolo caudale, che precede una coda arrotondata.
I primi 12-13 raggi della pinna dorsale sono molto allungati ed erettili, indipendenti l'uno dall'altro: sono in realtà aculei veleniferi. Presenta delle pinne pettorali arrotondate con 18 raggi-aculei estremamente allungati, uniti da una membrana di pelle soltanto per 1/3 della lunghezza.
La livrea presenta un'alternanza di righe verticali bianche e bruno-rossastre più o meno sottili. Sull'opercolo branchiale vi è un ocello nero. Gli aculei della pinna dorsale e i raggi delle pinne in generale sono bianchi striati di bruno.
Raggiunge una lunghezza di 20 cm.

## Alimentazione
P. lunulata si nutre di crostacei (granchi e gamberetti).

## Puntura velenosa
Come tutte le altre specie del genere Pterois, anche P. antennata possiede aculei velenosi sulla pinna dorsale e sulle pettorali. 

Il primo e più importante trattamento dopo un'accidentale puntura è l'immersione della parte colpita in acqua calda (circa 45 °C), perché riduce il dolore inattivando la tossina, che è termolabile.

## Acquariofilia
Nonostante la pericolosità e la puntura dolorosa, questa specie è piuttosto ambita dagli acquariofili specializzati in acquari marini.